# Blomfelt
Blomfelt var en svensk adelsätt. Stadsmajoren i Kollberg Per Larsson adlades 1652 med namnet Blomenfelt men utan att ta introduktion på svenska riddarhuset. Hans ättlingar kallade sig Blomfelt:
Johan Jakob Blomenfelt (Blomfelt), död 1765, flyttade från Stralsund till Ludgonäs (Trollesund) i Södermanland.
Hans ättling Ericus Henrici, kyrkoherde i Lemo i Finland, fick sonen Mattias Florinus, kyrkoherde i Pemar i Finland. Hans son Henrik Florinus, blev också kyrkoherde i Pemar.
Dennes son, Samuel Florin, adlades ånyo på samma namn och introducerades med nummer 1585. Han dog barnlös i Stockholm 1753 och slöt själv sin ätt.